# 曼达勒戈壁机场
曼达勒戈壁机场是一座位于蒙古国中部地区中戈壁省首府曼达勒戈壁的机场。

## 服务
- 伊斯尼斯航空